# Łagodna (szczyt)
Łagodna (niem. Drei Urlenberg, Trzy Jawory, 676 m n.p.m.) – szczyt w Karkonoszach, w obrębie Pogórza Karkonoskiego. Szczyt leży pomiędzy Bucznikiem a Świerczyną, w pobliżu Michałowic, części miasta Piechowice.
Zbudowany z granitu karkonoskiego.
Między Łagodną a Świerczyną leży rozdroże o nazwie Trzy Jawory.
Na południe od Łagodnej biegnie Droga pod Reglami ze Szklarskiej Poręby do Jagniątkowa i dalej przez Zachełmie do Przesieki.